# Vidangos
Vidangos es un apellido variación de Vidángoz o Bidankoze, pueblo de la Comunidad Foral de Navarra a 18 km de la frontera con Francia. 
Vidángoz pertenece a la serie de topónimos navarros que tienen una terminación en -oz. Julio Caro Baroja defendía que estos topónimos provenían de un nombre propio unido al sufijo -oz, que al igual que otros sufijos como -iz o -ez habrían surgido de la evolución del sufijo latino -icus. Este sufijo también habría dado origen a los patronímicos utilizados en los idiomas latinos de la península ibérica. En el caso de Navarra son bastante frecuentes los patronímicos medievales acabados en -oz y entre ellos Caro Baroja rescató por ejemplo el de un tal García Vitacoz mencionado en un documento de 1106. Según Caro Baroja, de un nombre propio como Vita, a partir de Vitancus, podría haber evolucionado como ->Vitancoz->Vidángoz.
En la zona vasconavarra Caro Baroja consideraba que los sufijos -oz, e -iz aplicados a la toponimia indicaban que en la antigüedad el lugar había sido propiedad de la persona cuyo nombre aparecía unido al sufijo, pudiéndose remontar su origen desde la Edad Media hasta la época del Imperio Romano.
En lo que respecta al nombre vasco de la localidad, Bidankoze, este es el nombre que recibía en el dialecto local Roncalés, mientras que en el resto de Navarra era llamado Bidangoz o Bidangotze y en el vecino valle de Salazar Bidangotze. La pronunciación de Vidángoz como Bidankoze se debía a las peculiaridades del desaparecido dialecto roncalés. Actualmente Bidankoze es nombre cooficial del municipio.

## Armas
Los Vidangos usan: En campo de plata una cruz de trance azur, cargada de 13 estrellas de oro, y cartonada de 4 armiños de sable uno en cada hueco, bordura de gules con ocho eslabones de oro. También usan un escudo fajado de plata y azur, bordura de gules con una cruz paté, de plata, puesta en jefe.
- Datos: Q6161713